# Еманжелинское сельское поселение
Еманжели́нское се́льское поселе́ние — муниципальное образование в Еткульском районе Челябинской области Российской Федерации. В рамках административно-территориального устройства муниципальное образование  соответствует административно-территориальной единице  Еманжелинский сельсовет.
Административный центр — село Еманжелинка.

## История
Статус и границы сельского поселения установлены Законом Челябинской области от 16 ноября 2004 года № 310-ЗО «О статусе и границах Еткульского муниципального района и сельских поселений в его составе».

## Население
| 2002  | 2010  | 2011  | 2012  | 2013  | 2014  | 2015  |
| ----- | ----- | ----- | ----- | ----- | ----- | ----- |
| 5740  | ↘5333 | ↗5335 | ↗5343 | ↗5400 | ↗5492 | ↗5512 |
| 2016  | 2017  | 2018  | 2019  | 2020  | 2021  | 2023  |
| ↗5522 | ↘5434 | ↘5382 | ↗5419 | ↗5427 | ↘5130 | ↘5049 |

## Состав сельского поселения
| № | Населённый пункт | Тип населённого пункта       | Население |
| - | ---------------- | ---------------------------- | --------- |
| 1 | Березняки        | посёлок                      | ↘162      |
| 2 | Депутатский      | посёлок                      | ↗322      |
| 3 | Еманжелинка      | село, административный центр | ↘4128     |
| 4 | Сары             | посёлок                      | ↘54       |
| 5 | Таянды           | село                         | ↘342      |